# 싱가포르 공군
싱가포르 공군은 싱가포르 국방부 산하에 있는 군사기관 중 하나이며, 영공 방위를 책임지고 있다. 작전기는 100기를 넘는다. 싱가포르 공군의 주력기로는 F-15SG와 F-16이 있다.

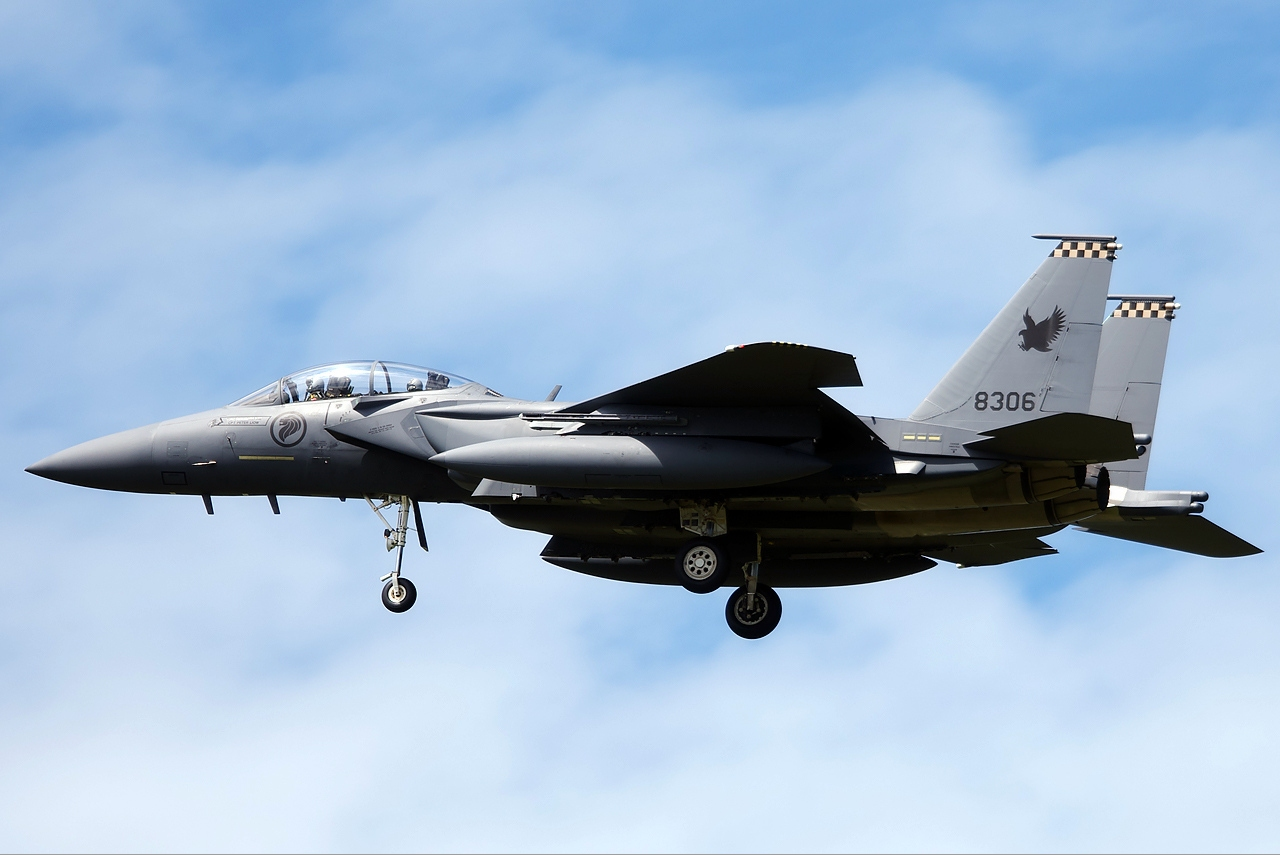
싱가포르 공군의 F-15SG 전투기의 비행 모습이다.

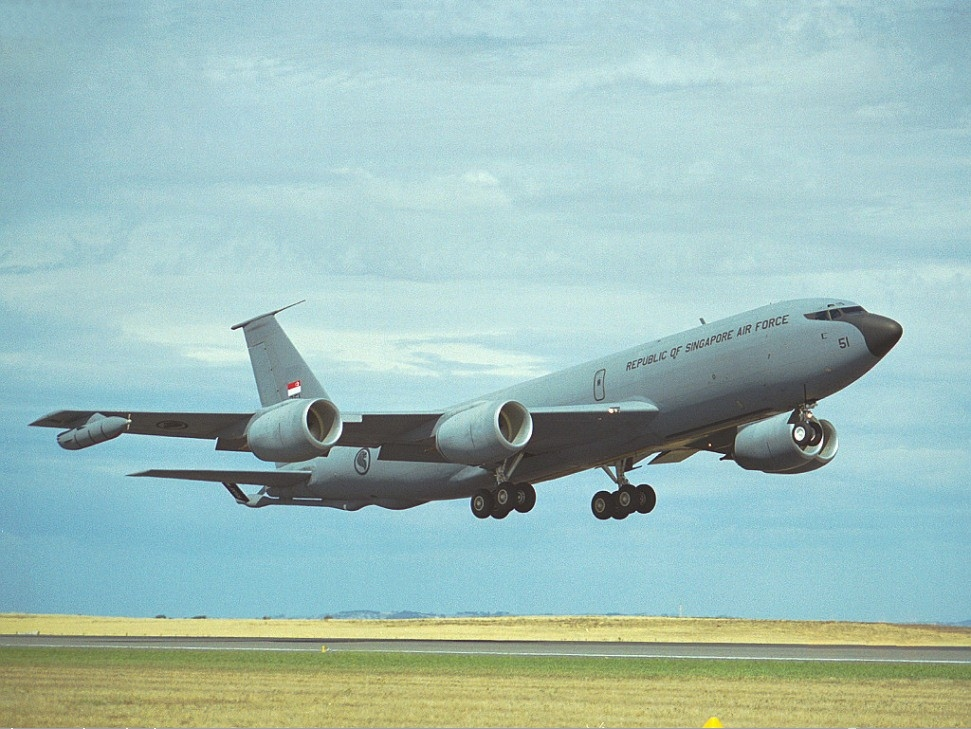
싱가포르 공군의 KC-135R 공중급유기의 모습이다.

## 역사
싱가포르는 동남아시아 최고의 선진국으로서 우수한 공군력을 갖추었다. 싱가포르 공군의 전투기 F-15SG는 탁월한 성능을 지닌 공군기로서 대한민국 공군의 F-15K에 뒤지지 않는 우수한 전투기종이다.

## 미사일 장비

### 공대공 미사일
- AIM-9J 400발
- AIM-9P 264발
- AIM-9S 96발
- AIM-9X 200발
- AIM-7M 70발
- AIM-120 250발
- 파이톤-4 600발

### 공대지 미사일
- AGM-65 매버릭 248발
- AGM-114 헬파이어 192발
- AGM-154 JSOW 60발
- AGM-84 하푼 44발

## 같이 보기
- 싱가포르 육군
- 싱가포르 해군